# Heudicourt (Somme)
Heudicourt egy település Franciaországban, Somme megyében. Lakosainak száma 521 fő (2022. január 1.). Heudicourt Gouzeaucourt, Villers-Guislain, Metz-en-Couture, Épehy, Guyencourt-Saulcourt, Liéramont és Sorel községekkel határos.

## Népesség
A település népességének változása:
| Lakosok száma | 547  | 532  | 530  | 507  | 514  | 511  | 508  | 515  | 521  |
|               | 2013 | 2015 | 2016 | 2017 | 2018 | 2019 | 2020 | 2021 | 2022 |